# Huntress
Huntress este o formație americană de heavy metal. Ea a fost formată underground în Highland Park în anul 2009, când vocalista Jill Janus venind la Los Angeles a întâlnit trupa underground ce se numea ”Professor”.

Ep-ul de debut ”Off with Her Head” a fost lansat în 2010.
În noiembrie 2011 Huntress a semnat un contract cu Napalm Records. Pe 27 decembrie 2011 ei au lansat primul lor single "Eight of Swords", pentru a-și promova albumul de debut, Spell Eater.

## Stil
Stilul trupei s-a remarcat a fi heavy metal clasic cu elemente de thrash și doom metal. Piesele oferă frecvent un țipătscreaming al solistei Janus, care are o gamă vocală de patru octave.

## Membrii trupei
Membri actuali
- Jill Janus - voce (2009-prezent)
- Blake Meahl - chitară (2009-prezent)
- Anthony Crocamo - chitară (2009-prezent)
- Ian Alden - chitară bas (2009-prezent)
- Carl Wierzbicky - tobe (2009-prezent)

Foști membri
- Eric Harris

## Discografie
EP
- Off with Her Head (2010)
- Eight of Swords (2011)

Albumuri de studio
- Spell Eater (2012)
- Starbound Beast (2013)
- Static (2015)

Compilații
- Napalm Records All Stars (Amazon Exclusive) (2012)

Single-uri
- "Eight of Swords" (2011)
- "Spell Eater" (2012)